# اردوگاه البرج شمالی
اردوگاه البرج شمالی (عربی: مخيم البرج الشمالي) یک اردوگاه فلسطینی در جنوب لبنان در شرق شهر صور واقع شده است. این اردوگاه در سال ۱۹۵۵ با مساحت ۱۳۶ هزار مترمربع، ۵ کیلومتری شهرصور ساخته شده است، «حاج نایف عزام ابوجمال» نخستین مدیر آن بود که تا موقع بازنشستگی این کمپ را اداره می‌کرد.

## مشخصات
مساحت این منطقه ۱۳۴٬۶۰۰ متر مربع تخمین زده می‌شود و سهم سرانه این منطقه ۱۰ متر مربع است. سهم خانواده ۶۰ متر مربع است.
این اردوگاه در سال ۱۹۵۵ تأسیس شد.
طبق آمار سال ۱۹۹۵ جمعیت این اردوگاه حدود ۲۰ هزار نفر است. اکثر آنها از منطقه «گالیله» در شمال فلسطین بودند و در سال ۱۹۴۸ آواره شدند. آنها از روستاهای «نعمه، حسینیه، هاتین، حواسا، الخاصرا، الخاصس، دلالاقی، دیهوم، ذوک الطاقی، سسا، ابو سافوریایا، القصیر و لوبیا» بودند.
آژانس کمک و کار سازمان ملل در سال ۱۹۵۵ خدمات در اردوگاه را آغاز کرد. این اردوگاه همچنین میزبان پناهندگان فلسطینی از نقاط دیگر لبنان بود.

## تاریخچه
اردوگاه در طول سال‌های جنگ داخلی لبنان خسارات فراوانی را متحمل شد و همچنان برای بهبود زیربنای کار بیشتری نیاز داشت. در حالی که بسیاری از خانه‌ها با آجر بتنی ساخته شده بود، ولی خانه‌های زیادی با سقف‌های موقت پوشیده شده بودند. آژانس توان کمک به بازسازی مسکن به دلیل ممنوعیت ورود مواد ساختمانی تحمیل شده توسط دولت لبنان از سال ۱۹۹۸ را نداشت.

## امکانات
نرخ بیکاری در اردوگاه برج الشمالی افزایش یافته بود. مردان به عنوان کارگران فصلی در بخش‌های کشاورزی و ساخت و ساز به کار مشغول می‌شدند و برخی نیز به عنوان کارگران دستی کار می‌کردند. تمام خانه‌ها به برق مجهز شده بودند و آب از سه چاه توسط UNRWA توزیع می‌شد. همه واحدها دارای حمام خصوصی بودند. فاضلاب در کنار جاده‌ها و راهروها باز بود، اما در سال‌های ۲۰۰۴ تا ۲۰۰۵ یک شبکه فاضلاب جدید با کمک‌های کشورهای اروپایی و عربی ایجاد شد.

## ویژگی
یکی از ویژگیهای اردوگاه برج الشمالی، حضور دو یادبود در سرزمین‌اش بود. در جریان حمله به لبنان، یک هواپیمای اسراییلی یکی از پناهگاه‌های اردوگاه را بمباران کرد که طی آن ۱۱۵ نفر در دو محل اردوگاه کشته شدند. ساکنان محل نمادهای یادبود با نام کشته شدگان را در محل قتل‌عام‌ها نصب کردند.